# 亀山八幡宮 (佐世保市)
亀山八幡宮（かめやまはちまんぐう）は、長崎県佐世保市にある神社である。「八幡神社」や「八幡様」の通称で知られる、市内でも最大規模の境内を持つ神社。

## 概要
佐世保市の中心部、佐世保市役所と国道204号を挟んだ北東側に鎮座。市内で唯一の別表神社。
境内には亀山稲荷神社他合わせて7社の境内社がある。

## 歴史
神社に伝わる由緒によれば、天武天皇白鳳4年に神託により宇佐神宮から分霊を迎えたのが始まりという。
明治時代以降に軍港佐世保の鎮守神として海軍将兵の信仰を集めたが、1945年6月29日未明の佐世保空襲で社殿を焼失した。現在の社殿は戦後の1964年に再建されたもので鉄筋コンクリート製。
第2次世界大戦前は最終的に県社に列格し、戦後は神社本庁の別表神社となった。

## 祭神
- 応神天皇
- 仲哀天皇
- 神功皇后
- 仁徳天皇
- 保食神

## 行事

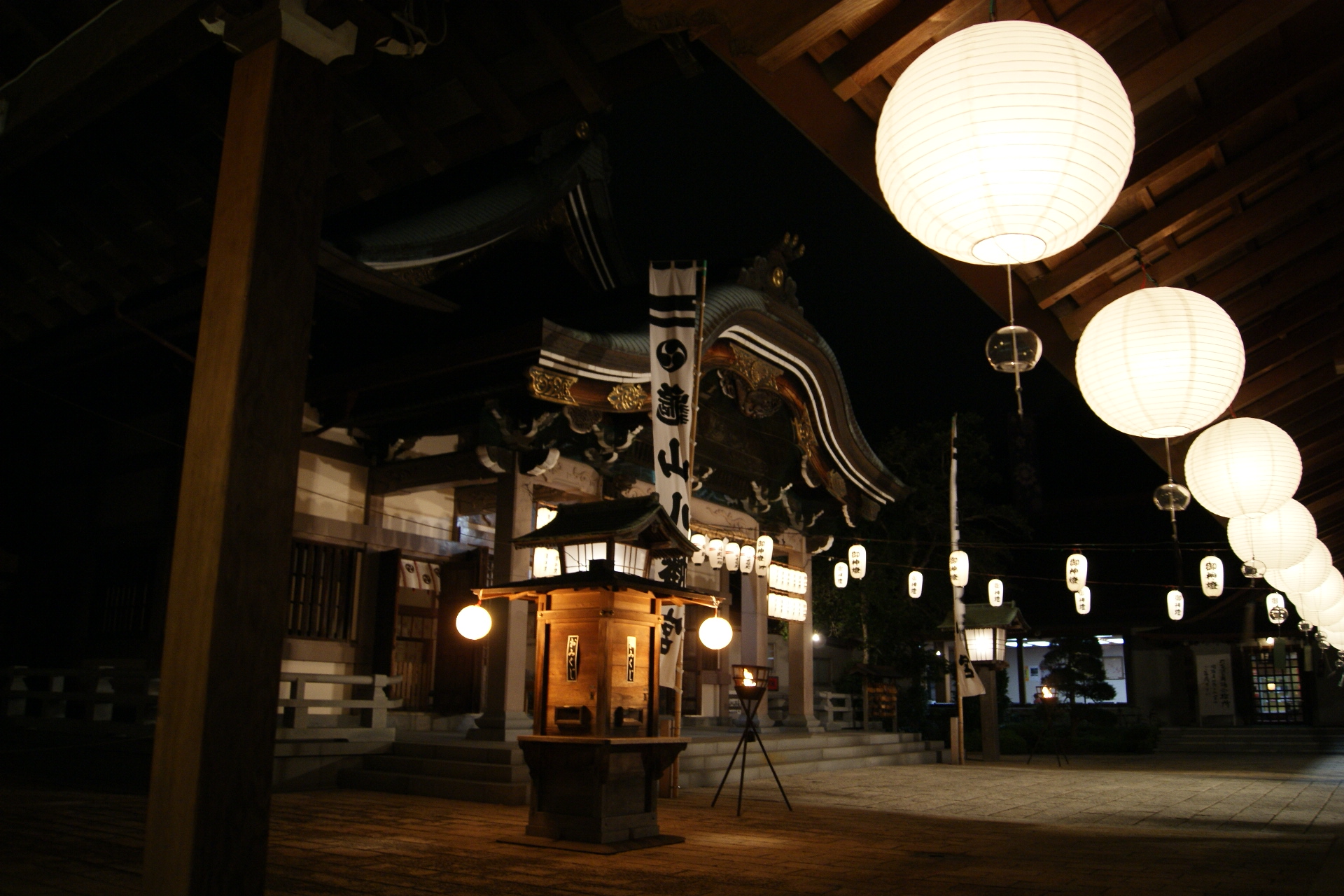
亀山八幡宮 夏祭りの様子

- 初詣、成人式、お宮参り、七五三参り、佐世保くんち
- 夏祭り - 8月1日～3日の3日間。参道に屋台・的屋などの出店があり、境内の舞台では舞踊が披露される。また、2010年頃まで初日と最終日の午後9時より、隣接する佐世保北高等学校のグラウンドより花火が打ち上げられ、境内ではナイアガラ花火の点火を行なっていた。

## 交通
- 西肥バス（させぼバスも含む）「佐世保市役所前」下車
- 松浦鉄道西九州線北佐世保駅下車 徒歩8分